# Ilhas Flutuantes dos Uros
Ilhas Flutuantes dos Uros (em inglês: Uros Floating Islands; em espanhol: Islas Flotantes de los Uros) são as plataformas artificiais construídas sobre o Lago Titicaca, no Peru, pelos indígenas da etnia Uros no período colonial. Essas ilhas são formadas a partir da totora, ciperácea abundante no lago, onde diariamente uma grande quantidade de turistas vão conhecer essa forma de habitação, bem como toda a cultura da etnia Uros.